# Thomas Strakosha
Thomas Fotaq Strakosha (Atenas, Grecia, 19 de marzo de 1995) es un futbolista albanés que juega en la posición de guardameta en el AEK Atenas F. C. de la Superliga de Grecia.

## Trayectoria

### Inicios
Comenzó su carrera en 2011, en las inferiores del club Panionios de Grecia, teniendo muy buenas actuaciones, al punto que solo duró una temporada en el equipo, siendo transferido al Lazio por 75 000 €.
Se convirtió en un titular regular en las inferiores del conjunto italiano, y fue un jugador clave con el equipo U19 que ganó el Campeonato Nacional de Primavera 2012-13 después de vencer en la final al Atalanta por 3-0.

### S. S. Lazio
Tras la salida de Juan Pablo Carrizo, titular del primer equipo, hacia el Inter de Milán, en la segunda mitad de la temporada 2012-13, Strakosha ganó la entrada con el primer equipo como tercera opción detrás Federico Marchetti y Albano Bizzarri. Fue miembro del equipo que ganó la Copa Italia 2012-13 tras vencer 0-1 a su eterno rival, AS Roma, el 26 de mayo de 2013. El 18 de agosto de 2013, Strakosha estuvo de nuevo en el banco cuando Lazio perdió por 4-0 ante Juventus en la Supercopa Italiana 2013.
El 2 de septiembre de 2013, Lazio vendió a Albano Bizzari al Genoa C.F.C., y al mismo tiempo compró al portero albanés Etrit Berisha, quien se desempeñaba en el Kalmar FF de Suecia. Esto hizo que Strakosha se mantuviera como tercera opción y que práctimanente no actuara durante toda la temporada 2013-14 al tener que competir con dos arqueros de selección: Federico Marchetti -quien actuaba para la selección italiana- y Etrit Berisha -arquero titular de la selección de Albania-.
El 11 de julio de 2014, el director deportivo de Lazio Igli Tare anunció la extensión del contrato de Strakosha hasta el año 2019. Strakosha was on the bench for the 2014–15 Coppa Italia final challenge against Juventus on 21 May 2015 where Lazio lost 2–1 in extra-time following a 97th minute goal by Alessandro Matri.

#### Salernitana
En julio de 2015, Lazio cedió a préstamo a Thomas Strakosha al club Salernitana de la Serie B de Italia para ganar experiencia. He was allocated squad number 12, and made his professional debut on 9 August 2015 in the 1–0 win against Pisa for the 2015–16 Coppa Italia second round. Una semana después de su debut, Strakosha jugó otro partido de la Copa de Italia, haciendo varias paradas decisivas y manteniendo su objetivo intacto durante 120 minutos, mientras que Salernitana ganó por 1-0 ante Chievo Verona para pasar a la siguiente ronda.
Strakosha, durante su temporada en el Salernitana, totalizó doce encuentros entre copa Italia y enfrentamientos locales, manteniendo invicta la valla en dos partidos (casualmente los únicos que disputó por Copa Italia).

#### Retorno al Lazio
A mediados de 2016, se termina la estadía de Strakosha en el Salernitana, regresando por ende a Lazio. Debido a la lesión prolongada que sufriría Federico Marchetti y la partida de Etrit Berisha hacia el Atalanta, Strakosha pudo debutar en el primer equipo de Lazio el 20 de septiembre de 2016 en el partido de la liga contra el poderoso AC Milan. Pese a la derrota sufrida por 2-0, Strakosha tuvo una actuación positiva, siendo considerado el mejor jugador de Lazio en ese encuentro. Cinco días después, Strakosha obtuvo su primera valla invicta, al lograr su equipo una victoria de local por 2-0 frente al Empoli, que dirigía el ex campeón mundialista Dino Zoff. Este último, luego del partido lo alabó diciendo: "No puedo juzgarlo con solo dos partidos jugados, pero, según yo, tuvo un buen desempeño en ambos partidos".
En febrero de 2017, Strakosha renovó su contrato con Lazio hasta el año 2022. El portero albanés siguió jugando como titular hasta el final de la temporada, acumulando 1844 minutos en el campo, mientras Lazio terminaba el campeonato en la quinta posición. También contribuyó con 4 partidos en la Copa Italia 2016-17, incluida la final, en la que Lazio fue derrotado por 2-0 frente a Juventus.
Strakosha comenzó la temporada 2017-18 el 13 de agosto de 2017 jugando la Supercopa Italiana contra la Juventus. Ese día, en un partido infartante, Lazio derrotó al poderoso equipo de Turín por 3 a 2, luego de un gol anotado en el minuto 92 por Alessandro Murgia. El día 14 de octubre, y frente al mismo equipo, Strakosha se convirtió en el héroe del equipo al contener un penal en el minuto 97 a Paulo Dybala, permitiendo que Lazio derrote a Juventus por 2-1 en el Allianz Stadium, lugar donde el equipo de la capital, no ganaba desde hacía 15 años. Fue el primer penalti que Strakosha contuvo en la Serie A y la primera derrota en casa de la Juventus desde agosto de 2015. Una semana después, el contrato del portero albanés fue renovado hasta 2022.

## Selección nacional

### Albania sub-17
Fue llamado por primera vez a la Selección sub-17 de Albania por el entrenador Džemal Mustedanagic para participar de la ronda clasificatoria al Campeonato Europeo Sub-17 de la UEFA 2012. Fue arquero suplente para los tres partidos, siempre detrás de Aldo Teqja, el guardameta titular.

### Albania sub-19
Strakosha fue convocado a la Selección sub-19 de Albania para participar en la Clasificación del Campeonato de Europa Sub-19 de la UEFA 2013, entrenado por su padre, Foto Strakosha. Bajo la dirección del técnico Foto Strakosha, Thomas jugó los tres partidos del grupo 7 de la clasificación a la Eurocopa Sub-19 de 2013. Albania terminó último en su grupo, con Strakosha recibiendo seis goles en total, a pesar de que Albania venció al primero del grupo, Bélgica, por 3-1 con goles de Enis Gavazaj, Elvis Kabashi y Lorenc Shehaj.
En la fase de clasificación al Campeonato Europeo de la UEFA Sub-19 2014, Strakosha nuervamente jugó los tres partidos del grupo 6, dejando atrás a Entonjo Elezaj, portero de las inferiores de la Juventus, con quien el portero de Lazio comparte el origen albanés, a pesar de que Elezaj nació en Italia.

### Albania sub-20
El entrenador Skënder Gega convocó a Strakosha al seleccionado sub-20 de Albania para el torneo de fútbol del mediterráneo 2013, que comenzó el 19 de junio, en Mersin, Turquía. Sin embargo, Strakosha no participó en ningún partido del torneo.

### Albania sub-21
Strakosha fue seleccionado para el equipo sub-21 que participó en el Campeonato de Europa Sub-21 de la UEFA 2015. Jugó en la mitad de los partidos del grupo 4.
En la clasificación al Campeonato de Europa Sub-21 de la UEFA 2017 retuvo su lugar de inicio jugando 7 partidos bajo el entrenador Redi Jupi. Strakosha no pudo disputar el partido contra Portugal, producto de una lesión, atajando en su lugar Aldo Teqja.

### Selección absoluta
Fue convocado por primera vez a la selección de futbol de Albania en agosto de 2016 por el entrenador Gianni De Biasi para un partido de exhibición frente a Marruecos y el partido de apertura contra Macedonia el 5 de septiembre de 2016, como un cuarto arquero detrás de Etrit Berisha, Orges Shehi y Alban Hoxha. Sin embargo, él no apareció en ambos partidos.
Continuó siendo parte del equipo para los próximos partidos, haciendo su debut competitivo el 24 de marzo de 2017 en el partido contra Italia debido a la suspensión de Berisha. Albania perdió ese encuentro 0-2. Volvería a aparecer en la victoria de su selección 3-0 sobre Israel cuando Albania terminó en la 3.ª posición del Grupo G con 13 puntos.

### Participaciones en Eurocopas
| Copa          | Sede     | Resultado    | Partidos | Goles |
| ------------- | -------- | ------------ | -------- | ----- |
| Eurocopa 2024 | Alemania | Primera fase | 3        | 0     |

## Estilo de juego
En una entrevista en 2017, declaró que sus principales influencias como portero eran sus ídolos Gianluigi Buffon y Manuel Neuer, a quienes intenta imitar.

## Vida personal
Thomas es el hijo de Foto Strakosha, exportero que jugó para varios clubes albaneses y varios clubes griegos, además de representar a la Selección de futbol de Albania desde 1990 a 2005. Los padres de Strakosha, eran originalmente de Memaliaj, Albania pero Strakosha nació en Atenas, Grecia, porque su padre estaba en la cima de su carrera jugando para uno de los mejores y más exitosos clubes del país heleno: Olympiakos Es el hermano menor de Dhimitri Strakosha, también futbolista y que juega como delantero.

## Estadísticas de su carrera

### Club
Actualizado al último partido jugado el 15 de marzo de 2018.
| Club                 | Temporada    | Liga         | Liga     | Liga  | Copa     | Copa  | Europa   | Europa | Otro     | Otro  | Total    | Total |
| Club                 | Temporada    | División     | Partidos | Goles | Partidos | Goles | Partidos | Goles  | Partidos | Goles | Partidos | Goles |
| -------------------- | ------------ | ------------ | -------- | ----- | -------- | ----- | -------- | ------ | -------- | ----- | -------- | ----- |
| Lazio                | 2012–13      | Serie A      | 0        | 0     | 0        | 0     | —        | —      | —        | —     | 0        | 0     |
| Lazio                | 2013–14      | Serie A      | 0        | 0     | 0        | 0     | —        | —      | 0        | 0     | 0        | 0     |
| Lazio                | 2014–15      | Serie A      | 0        | 0     | 0        | 0     | —        | —      | —        | —     | 0        | 0     |
| Lazio                | 2016–17      | Serie A      | 21       | 0     | 4        | 0     | —        | —      | —        | —     | 25       | 0     |
| Lazio                | 2017–18      | Serie A      | 28       | 0     | 4        | 0     | 8        | 0      | 1        | 0     | 41       | 0     |
| Lazio                | Total        | Total        | 49       | 0     | 8        | 0     | 8        | 0      | 1        | 0     | 66       | 0     |
| Salernitana (cedido) | 2015–16      | Serie B      | 11       | 0     | 2        | 0     | —        | —      | —        | —     | 13       | 0     |
| Career total         | Career total | Career total | 60       | 0     | 10       | 0     | 8        | 0      | 1        | 0     | 79       | 0     |

1. ↑  La totalidad de las apariciones fueron por UEFA Europa League
2. ↑  Aparición en Supercopa Italiana

### Internacional
A 14 de octubre de 2019
| Selección | Año   | Partidos | Goles |
| --------- | ----- | -------- | ----- |
| Albania   | 2017  | 4        | 0     |
| Albania   | 2018  | 4        | 0     |
| Albania   | 2019  | 4        | 0     |
| Total     | Total | 12       | 0     |

## Palmarés

### Títulos nacionales
| Título              | Club        | País   | Año     |
| ------------------- | ----------- | ------ | ------- |
| Copa Italia         | S. S. Lazio | Italia | 2012-13 |
| Supercopa de Italia | S. S. Lazio | Italia | 2017    |
| Copa Italia         | S. S. Lazio | Italia | 2018-19 |
| Supercopa de Italia | S. S. Lazio | Italia | 2019    |